# Nichtseminom
Ein Nichtseminom ist ein bösartiger Hodentumor. Es steht als Sammelbegriffe für alle bösartigen Hodentumore, die keine Seminome sind.
Man unterscheidet beim Nichtseminom unter verschiedenen Gewebearten
- einem Dottersacktumor
- einem Chorionkarzinom
- einem embryonalen Karzinom
- einem undifferenzierten Teratom

oder aus unterschiedlichster Kombination dieser Tumorgewebe.

## Behandlung
Zunächst erfolgt eine Orchiektomie, ein relativ einfacher und gefahrloser operativer Eingriff.
Der von Hodenkrebs betroffene Hoden wird freigelegt und über die Leiste komplett entfernt. Diese Operation wird unter Vollnarkose durchgeführt.
Diese ist einer der wichtigsten Maßnahmen nach Feststellung von Hodenkrebs.
Der verbleibende gesunde Hoden übernimmt die Funktion des entfernten Hoden. Dadurch treten langfristige Nebenwirkungen wie Unfruchtbarkeit, Impotenz bzw. Beeinträchtigung des sexuellen Erlebens durch die Orchiektomie nicht auf.
Danach stehen folgende Behandlungsmethoden (abhängig vom Stadium des Tumors) zur Verfügung:
1. Wait-and-see-Strategie
  1. keine weitere Behandlung des Nichtseminoms, Abwarten und engmaschige Kontrollen
  2. Das Rückfall-Risiko bei einem Nichtseminom ist besonders hoch, wenn bereits Tumorzellen in die Hodengefäße eingedrungen sind, also eine Gefäßinvasion stattgefunden hat. Hier ist von einer Wait-and-see-Strategie abzuraten und empfehlenswert  auf eine der präventiven Maßnahmen zurückzugreifen.
2. Präventive Maßnahmen
  1. Operation (RLA) des Nichtseminom-Patienten: Bei der retroperitoneale Lymphadenektomie (RLA) handelt es sich um eine Operation, bei der die Lymphknoten im hinteren Bauchraum entfernt werden.
  2. Chemotherapie des Nichtseminom-Patienten: Es erfolgt eine Chemotherapie mit zwei bis drei Medikamenten (Zytostatika) für die Dauer von sechs Wochen. Liegt bereits eine Gefäßinvasion vor, ist die Chemotherapie das sicherste Therapie-Verfahren.
3. Sofortige Behandlung des Nichtseminom-Patienten mit einer Chemotherapie bei folgenden Gegebenheiten:
  1. Es bestehen bereits Lymphknotenmetastasen.
  2. Es bestehen bereits Absiedlungen in andere Organe